# Jelcz-Laskowice (stacja kolejowa)
Jelcz-Laskowice (daw. Laskowice Oławskie, Laskowice Jelcz) – stacja kolejowa w Jelczu-Laskowicach w powiecie oławskim w województwie dolnośląskim.

## Opis
Stacja jest stacją graniczną tzw. dużej aglomeracji wrocławskiej Dolnośląskiej Kolei Aglomeracyjnej. Kursują tu pociągi osobowe Kolei Dolnośląskich i Polregio. Linia do Fabryki Samochodów Jelcz jest zlikwidowana (rozebrana). Na perony prowadzi przejście podziemne.

## Ruch pasażerski
| Rok  | Wymiana pasażerska na dobę |
| ---- | -------------------------- |
| 2017 | 1 700                      |
| 2022 | 1 600                      |